# Gemeinschaftswelle
Gemeinschaftswelle ist die Bezeichnung für einige Frequenzen im Mittelwellenbereich, auf denen in ausreichendem gegenseitigen Abstand Rundfunksender kleiner Leistung (zum Beispiel als Füllsender oder für die lokale Versorgung) betrieben werden können. Zur Vermeidung von Senderüberschneidungen (siehe Gleichwellen-Betrieb) ist auf diesen Frequenzen die Sendeleistung stark begrenzt. In Europa sind dies die Frequenzen 1485, 1584 und 1602 kHz.
In Deutschland werden diese MW-Frequenzen seit 2010  von den ARD-Anstalten nicht mehr genutzt, lediglich AFN sendet an vier süddeutschen Standorten auf 1485 kHz.
Entsprechend den Ausbreitungsbedingungen von kurzwelligen Mittelwellen (>1200 kHz) hat man tagsüber keinen oder nur sehr schwachen Empfang. In den Nachtstunden ist auf diesen Gemeinschaftswellen häufig ein Gewirr weit entfernter Stationen zu empfangen.